# Perisama erebina
Perisama erebina är en fjärilsart som beskrevs av Charles Oberthür 1916. Perisama erebina ingår i släktet Perisama och familjen praktfjärilar. Inga underarter finns listade i Catalogue of Life.